# 13272 Ericadavid
13272 Ericadavid eller 1998 QH37 är en asteroid i huvudbältet som upptäcktes den 17 augusti 1998 av LINEAR i Socorro County, New Mexico. Den är uppkallad efter Erica Elizabeth David.